# Hercostomus incrassatus
Hercostomus incrassatus är en tvåvingeart som beskrevs av Becker 1922. Hercostomus incrassatus ingår i släktet Hercostomus och familjen styltflugor.
Artens utbredningsområde är Taiwan. Inga underarter finns listade i Catalogue of Life.